# Lyndon B. Johnson Space Center

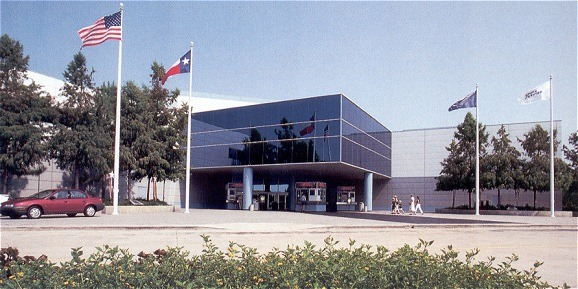
Il centro spaziale Johnson

Il Lyndon B. Johnson Space Center ("JSC") è l'installazione della NASA sede del Centro di controllo missione Christopher C. Kraft Jr. (Mission Control Center - MCC) per tutti i voli spaziali con equipaggio umano, oltre che centro di ricerca e preparazione per il volo spaziale umano.
Il JSC si trova vicino alla baia di Galveston, sul lago Clear, a circa 40 km a sudest di Houston, Texas. Questo è il motivo per cui tutte le frasi pronunciate dagli astronauti iniziavano con la parola "Houston". La più famosa è senz'altro "Houston, abbiamo avuto un problema qui", pronunciata dagli astronauti Jim Lovell e Jack Swigert durante la missione Apollo 13.

## Storia
Il JSC fu istituito nel 1961 e denominato originariamente Manned Spacecraft Center (MSC). La costruzione richiese meno di due anni e l'apertura del complesso avvenne nel 1963. Venne successivamente rinominato "Lyndon B. Johnson Space Center" solo nel 1973, in onore del presidente degli Stati Uniti d'America Lyndon B. Johnson.
Dal 2011 il JSC viene utilizzato principalmente come centro di controllo missione (Mission Control Center) e come centro di preparazione degli astronauti per le successive missioni. Per questo motivo è anche la sede del corpo astronauti degli Stati Uniti.

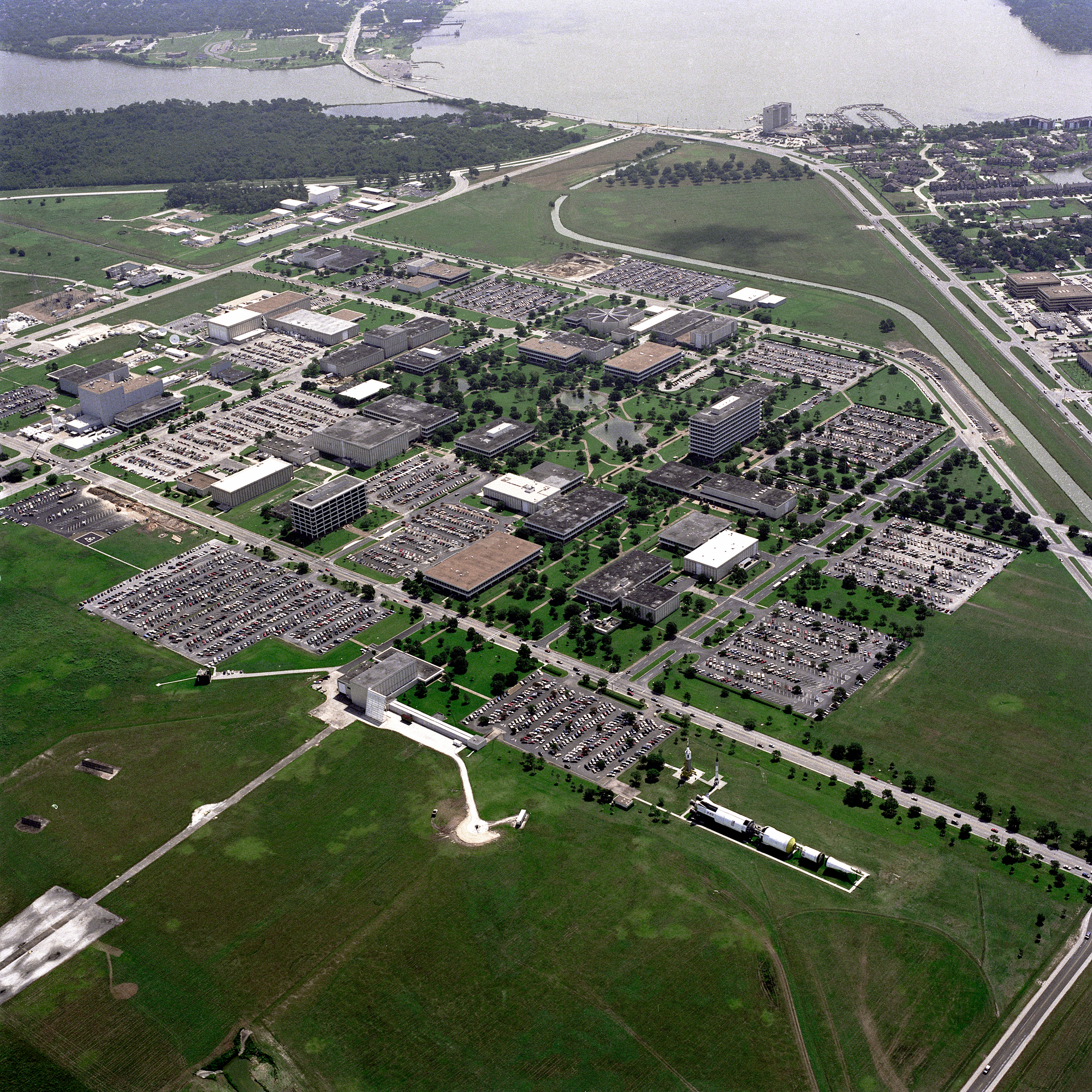
Veduta aerea del complesso.